# Kumla (Gemeinde)
Koordinaten: 59° 8′ N, 15° 8′ O

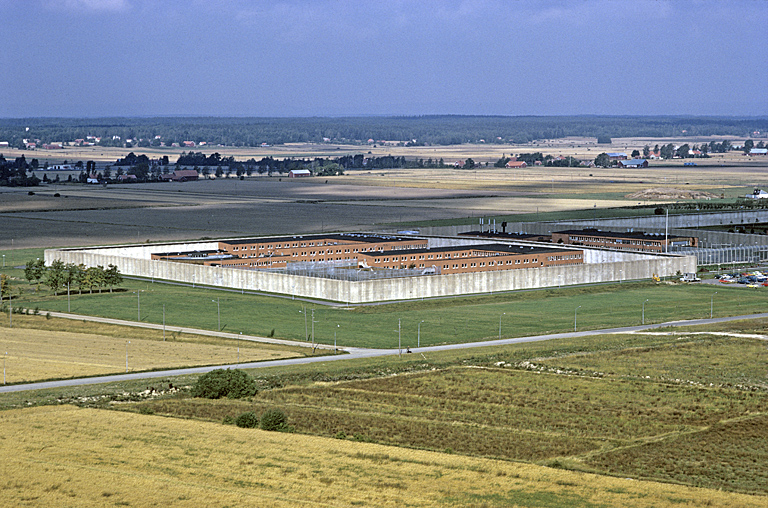
Haftanstalt Kumla

Kumla ist eine Gemeinde (schwedisch kommun) in der schwedischen Provinz Örebro län und der historischen Provinz Närke. Der Hauptort der Gemeinde ist Kumla.

## Geschichte
Die Gemeinde ist am bekanntesten für ihr Gefängnis (Kumlaanstalten). Hier sitzen die gefährlichsten Straftäter des Landes ein. Es ist zugleich Schwedens größtes Gefängnis.

## Wirtschaft
In der Gemeinde befinden sich Produktionsstätten von Procordia Food und Ericsson.

## Orte
Folgende Orte sind Ortschaften (tätorter):
- Åbytorp
- Ekeby
- Kumla
- Sannahed

Hällabrottet (im Jahr 2010 mit ungefähr 1800 Einwohnern) ist seit 2015 ein Ortsteil von Kumla.

## Städtepartnerschaften
Partnerstädte der Gemeinde Kumla sind
- Dänemark: Frederikssund
- Finnland: Sipoo
- Norwegen: Aurskog-Høland